# Pseudosphex aracia
Pseudosphex aracia är en fjärilsart som beskrevs av D.Jones 1914. Pseudosphex aracia ingår i släktet Pseudosphex, och familjen björnspinnare. Inga underarter finns listade.